# Exomiocarpon madagascariense
Exomiocarpon madagascariense là một loài thực vật có hoa trong họ Cúc. Loài này được (Humbert) Lawalrée mô tả khoa học đầu tiên năm 1943.